# Кайлі Пейдж
Кайлі Пейдж (англ. Kylie Page; 13 лютого 1997, Клермор, Оклахома — 25 червня 2025, Лос-Анджелес, Каліфорнія) — американська порноакторка та еротична модель.

## Біографія
Народилася в місті Клермор, що в окрузі Роджерс (штат Оклахома). Почала зніматися у 2015 році коли їй виповнилося 18 років. Хоча того ж року її можна було знайти разом з іншими початківцями-актрисами у документальному фільмі Netflix «Розшукуються гарячі дівчата».
Співпрацювала з Naughty America, Blacked, Jules Jordan Video, Girlfriends Films, Brazzers, FM Concepts, New Sensations, Digital Sin, Kick Ass Pictures, Evil Angel, Wicked Pictures, Filly Films та Vixen.
У 2018 році акторка була номінована на премію XBIZ Awards у категоріях «Найкраща нова актриса» та «Найкраща секс-сцена віртуальної реальності» разом з Ланою Роудс, Лілі Джордан та Райан Дріллер у фільмі Весняні канікули 2017 року.